# Gouvernement Eugenio Montero Ríos
Le gouvernement d’Eugenio Montero Ríos est le  gouvernement du royaume d’Espagne en fonction entre le 23 juin 1905 et le 1er décembre 1905, présidé par le libéral Eugenio Montero Ríos.

## Présentation
Le gouvernement Monterio Ríos est marqué par et doit sa chute aux Incidents du ¡Cu-Cut! survenus dans la nuit du 25 au 26 novembre, au cours desquels les locaux des revues catalanistes ¡Cu-Cut! et La Veu de Catalunya, furent saccagés par un groupe de militaires de la garnison de la ville de Barcelone, en réaction à une vignette satirique de Junceda (es), publiée deux jours auparavant dans ¡Cu-Cut!, ironisant sur les défaites de l’Armée espagnole et que les militaires jugèrent injurieuse.
À la suite de la démission de Montero Ríos, un nouveau gouvernement libéral est formé,.
La crise provoquée par les évènements du ¡Cu-Cut! « représenta le premier choc entre pouvoir politique et pouvoir militaire du XXe siècle ainsi qu'une montée notable de la température du conflit nationaliste »,.

### Incidents du¡Cu-Cut!
À la suite des incidents, le gouvernement libéral d’Eugenio Montero Ríos tente d’imposer son autorité aux militaires et choisit de ne pas céder à la pression des capitaines généraux qui montrent leur appui aux militaires insurgés, mais il déclare l’état de guerre à Barcelone le 29 novembre — apparemment sous la pression du roi —. Finalement, le roi ne soutient pas le gouvernement, obligeant Montero Ríos à présenter sa démission.
Les évènements furent évoqués au Parlement le 27 novembre et les jours suivants. Des députés catalanistes et républicains défendirent la thèse d'une collusion — inacceptable selon eux — des pouvoirs locaux avec les assaillants. Le sénateur catalaniste Carles de Camps i d'Olzinellas tint le 27 novembre un discours polémique, au cours duquel il accusa les militaires de « trois délits, répétés trois fois : celui de violation de domicile, celui de saccage et celui d’incendie », ajoutant « et si ce n’était par le respect immense, je le dis sincèrement, que je porte envers notre armée, je dirais également celui d’[action] en bande organisée », accusation dangereuse car elle était susceptible d’exalter les militaires et provoqua de vives protestations dans l’hémicycle.
Le roi prit parti pour les militaires insurgés, illustrant la faiblesse du régime de la Restauration, sa dépendance persistante à l'égard des militaires et de la pression que ceux-ci, trouvant dans le monarque un soutien de choix, étaient en mesure d’exercer sur le pouvoir civil,. À la suite des évènements, le général José de Bascarán, chef de la maison militaire du roi, se rendit à Barcelone et s'adressa à la garnison en leur affirmant « toute l'affection » du  monarque, le « premier soldat de la Nation », et garantissant qu’il ferait en sorte de satisfaire les « légitimes aspirations » de l’Armée, dans le cadre de la Constitution. Un article de La Correspondencia Militar du 1er décembre intitulé Viva el Rey affirmait : « Le roi a pris en compte les plaintes et le souhait de l’Armée […]. Il est avec l’Armée, il se sent et pense comme elle ».
Face au refus du roi de punir les auteurs du saccage, Eugenio Montero Ríos, alors chef du gouvernement, présenta sa démission,. Il fut remplacé par Segismundo Moret, qui se montra favorable aux militaires et nomma le général Luque, « le plus ardent défenseur des assaillants de Barcelone », ministre de la Guerre. Le gouvernement promulgua rapidement une nouvelle loi « pour les délits contre la patrie et l’armée », dite Ley de Jurisdicciones (« Loi des juridictions »), établissant que les délits d’atteintes « à la patrie ou à l'Armée » incomberaient désormais au tribunaux militaires, une vieille revendication des militaires.

## Composition

### Initiale
| Portefeuille                                                                  | Titulaire(s),                                            | Titulaire(s), |
| ----------------------------------------------------------------------------- | -------------------------------------------------------- | ------------- |
| Président du Conseil des Ministres                                            | Eugenio Montero Ríos                                     | ]             |
| Ministre de l'Intérieur                                                       | Manuel García Prieto                                     |               |
| Ministre d’État                                                               | Felipe Sánchez Román                                     |               |
| Ministre de la Grâce et de la Justice                                         | Joaquín González de la Peña                              |               |
| Ministre du Budget                                                            | Ángel Urzáiz y Cuesta *jusqu'au 18 juillet 1905          |               |
| Ministre du Budget                                                            | José Echegaray y Eizaguirre *à partir du 18 juillet 1905 |               |
| Ministre de l'Agriculture, de l'Industrie, du Commerce et des Travaux Publics | Comte de Romanones                                       |               |
| Ministre de la Guerre                                                         | Valeriano Weyler                                         |               |
| Ministre de la Marine                                                         | Miguel Villanueva Gómez                                  |               |
| Ministre de l’Instruction publique et des Beaux-arts                          | Andrés Mellado Fernández                                 |               |

### Remaniement du 31 octobre 2005
| Portefeuille                                                                  | Titulaire(s),                | Titulaire(s), |
| ----------------------------------------------------------------------------- | ---------------------------- | ------------- |
| Président du Conseil des Ministres                                            | Eugenio Montero Ríos         | ]             |
| Ministre de l'Intérieur                                                       | Manuel García Prieto         |               |
| Ministre d’État                                                               | Pío Gullón e Iglesias        |               |
| Ministre de la Grâce et de la Justice                                         | Joaquín López Puigcerver     |               |
| Ministre du Budget                                                            | José Echegaray y Eizaguirre  |               |
| Ministre de l'Agriculture, de l'Industrie, du Commerce et des Travaux Publics | Comte de Romanones           |               |
| Ministre de la Guerre                                                         | Valeriano Weyler y Nicolau   |               |
| Ministre de la Marine                                                         | Valeriano Weyler y Nicolau   |               |
| Ministre de l’Instruction publique et des Beaux-arts                          | Manuel de Eguilior y Llaguno |               |